# Catharina Labouré

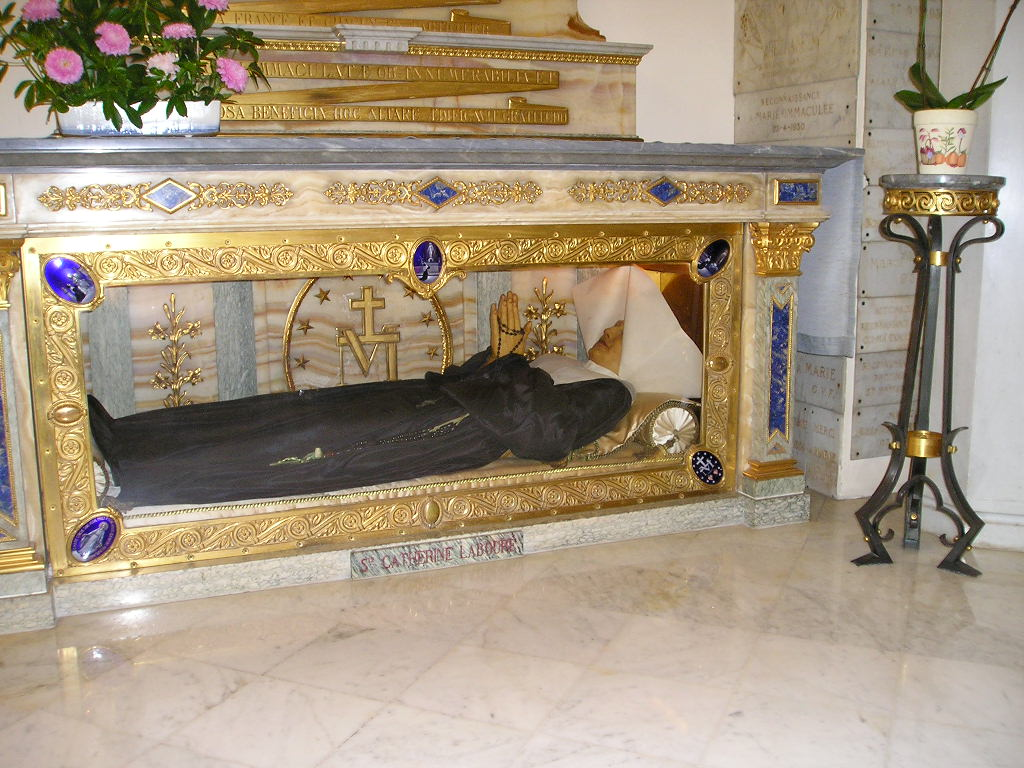
Het stoffelijk overschot van Catharina Labouré ligt in de Chapelle de la Médaille Miraculeuse te Parijs geborgen in een glazen schrijn

De heilige Catharina (eigenlijk Zoé) Labouré (Fain-lès-Moutiers (Bourgondië), 2 mei 1806 – Parijs, 31 december 1876) was een Franse zuster van de Dochters van Liefde die bekend werd vanwege de Parijse Mariaverschijningen waaraan de Wonderdadige medaille haar oorsprong dankt.

## Afkomst
Labouré werd geboren in een arm boerengezin als negende van elf kinderen. Aanvankelijk ging ze werken als dienstmeisje bij een welgestelde familie, maar in 1830 trad ze in in het klooster van de Dochters van Liefde, een congregatie die door Vincentius a Paulo in 1633 werd gesticht. Ze was gedurende tientallen jaren werkzaam als verpleegster in het ziekenhuis d'Enghien aan de Rue de Reuilly in Parijs. Ze stond bekend om haar nederigheid, dienstbaarheid en trouw aan haar congregatie.

## Mariaverschijningen
De religieuze kreeg Mariaverschijningen in de nacht van 18 op 19 juli, op 27 november en in december 1830. Bij een van deze verschijningen ontving ze de opdracht tot het slaan van een bijzondere medaille om Maria's bekendheid onder de mensen te vergroten. Deze zogenoemde Wonderdadige medaille is de meest verbreide medaille in de wereld.
Er is nooit een kerkelijk oordeel gevormd geweest over deze verschijningen. Wel werd de verspreiding van de medailles, naar de miraculeuze medaille, aangemoedigd.

## Heiligverklaring
Op 3 januari 1877 werd haar lichaam naar de kapel in de Rue du Bac gebracht. 56 jaar later werd zij, met het oog op haar zaligverklaring, opgegraven. Op 26 mei 1933 was dat nog steeds intact en waren haar ledematen soepel. Haar lichaam werd nadien in een schrijn in de Rue de Bac geplaatst.
Op 28 mei 1933 werd ze door paus Pius XI zalig verklaard en op 27 juli 1947 volgde haar heiligverklaring door paus Pius XII. Haar feestdag is 25 en 28 november, daags na de gedachtenis aan de Wonderdadige medaille. Ze is de patrones van de duivenliefhebbers omdat ze op jonge leeftijd zorg droeg voor de 600 tot 700 duiven van de vaderlijke duiventil.